# Бакирова, Нургуль Жакыповна
Бакирова Нургуль Жакыповна (род. 22 апреля 1973, Отуз-Адыр) — киргизский государственный и политический деятель. Председатель Верховного суда Киргизской Республики (2021—2022).С 11 февраля 2022 года продолжает исполнять обязанности заместителя председателя Верховного суда Кыргызской Республики.

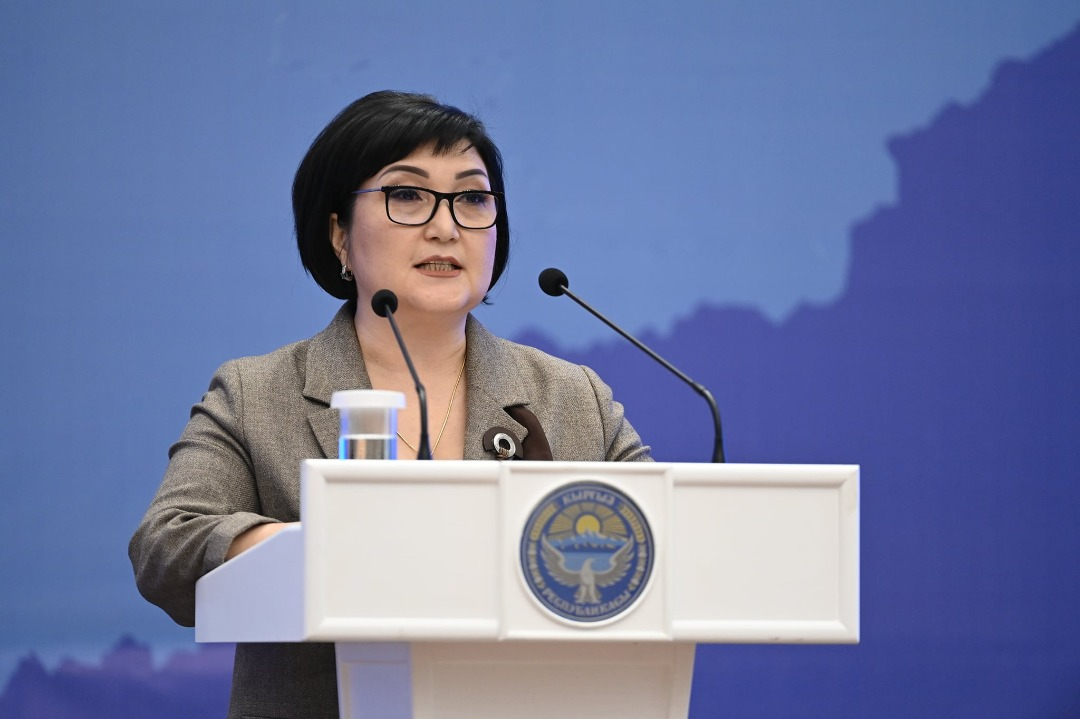

## Биография
Нургуль Жакыповна родилась 22 апреля 1973 года в селе Отуз-Адыр Кара-Суйского района Ошской области. В 1990 году окончила среднюю школу с золотой медалью. В 1995 году завершила обучение в Кыргызском Государственном университете имени Жусупа Баласагына по специальности «Правоведение», получив диплом с отличием.
После окончания университета работала в Ошской областной прокуратуре с 1995 по 1997 год, занимая должности прокурора следственного отдела и старшего помощника прокурора области.
С 1997 по 1999 год занимала должность заместителя декана по учебной работе юридического факультета Ошского государственного университета.
С 1999 по 2003 годы заведовала кафедрой специальных юридических дисциплин в Ошском государственном университете, а также по совместительству занимала должность заместителя декана юридического факультета Бишкекского государственного института экономики и коммерции.
В 2003 году назначена судьей Ошского городского суда, а в 2007 году — заместителем председателя Ошского областного суда. С 2013 по 2015 год возглавляла адвокатскую компанию «Нур и Ко».
С 2015 по 2018 годы  работала советником министра и заведующей отделом правового обеспечения Министерства труда и социального развития Кыргызской Республики. В этот же период являлась членом межведомственной группы, занимавшейся подготовкой «Национального доклада Кыргызстана о выполнении норм Конвенции о ликвидации всех форм расовой дискриминации».
23 мая 2018 года избрана судьей Верховного суда Кыргызской Республики по согласию Жогорку Кенеша.
В 2018—2020 годах избрана Председателем дисциплинарной комиссии при Совете судей Кыргызской Республики.
В 2020 году получила степень кандидата юридических наук и назначена судьей высшего квалификационного класса.
В 2020—2021 годах занимала пост заместителя председателя Верховного суда и исполняла обязанности председателя Верховного суда Кыргызской Республики.
22 апреля 2021 года избрана председателем Верховного суда Кыргызской Республики.
С 11 февраля 2022 года  продолжает свою работу, исполняя обязанности заместителя председателя Верховного суда Кыргызской Республики.
Награды
- Орден "Курманжан Датка"[1] - за выдающиеся заслуги в общественно-политической деятельности, трудовые достижения и значительный вклад в защиту и укрепление государства, единство народа, укрепление традиций народов Кыргызстана и воспитание подрастающего поколения в духе любви и уважения к Родине;
- Золотая медаль имени Низами Гянджеви -  за выдающиеся достижения в области культуры, искусства, науки и образования, вдохновляющие на развитие и популяризацию культурных и научных традиций;
- Юбилейная медаль Шанхайской организации сотрудничества (ШОС) - за активное участие и вклад в развитие многостороннего сотрудничества и укрепление дружеских отношений между государствами-членами ШОС;
- Медаль Генеральной прокуратуры Кыргызской Республики «За взаимодействие и сотрудничество» - за активное сотрудничество с Генеральной прокуратурой, значительный вклад в укрепление правопорядка и защиту прав граждан;
- Почетная грамота Кыргызской Республики - за выдающиеся заслуги перед государством, активное участие в общественной и государственной жизни, а также значительный вклад в развитие общества и страны в целом;
- Почетная грамота Верховного суда Кыргызской Республики - за выдающиеся заслуги в области правосудия, значительный вклад в развитие судебной системы и обеспечение правопорядка в стране;
- Почетная грамота Жогорку Кенеша Кыргызской Республики - за значительные достижения в области законодательства, активное участие в законотворческой деятельности и развитие парламентаризма;
- Отличник судебной системы;
- Отличник юстиции;
- Отличник образования.